# コミックメーカー
コミックメーカーとはビジュアルノベルやアドベンチャーゲームを作れるゲームコンストラクションソフト。現在のバージョンは3。
2000年代によく使われていた。絵が描ければゲームをつくれるので人気があった。しかしコミックメーカーのプレイヤーをインストールして使うのが欠点だった。コミックメーカー3.1、コミックメーカー2があるが、コミックメーカー2がよく使われていた。
コミックメーカーに慣れた人はNscripterや吉里吉里2に乗り換えていった。
| スタブアイコン | サブスタブ | この項目は、まだ閲覧者の調べものの参照としては役立たない、コンピュータゲームに関連した書きかけの項目です。この項目を加筆・訂正などしてくださる協力者を求めています（P:コンピュータゲーム/PJ:コンピュータゲーム）。 |